# Стовп з вулканічного туфу 10 м
Стовп з вулкані́чного ту́фу 10 м — геологічна пам'ятка природи місцевого значення в Україні. Розташована в межах Ужгородського району Закарпатської області, на схід від села Кам'яниця, в урочищі «Замкова гора». 
Площа 3 га. Статус надано згідно з рішенням Закарпатського облвиконкому від 23.10.1984 року, № 253. Перебуває у віданні ДП «Ужгородське ЛГ» (Кам'яницьке лісництво, кв. 32). 
Створена з метою збереження скелі-останця заввишки 10 метрів, а також прилеглої території. Пам'ятка природи розташована в лісі, при південно-західному схилі замкової гори Невицького замку. Скеля вважається жерловою частиною згаслого вулкана, складена з вулканічного туфу неогенового періоду. На вершині скелі росте невелике дерево. 